# Hypopyra guenei
Hypopyra guenei är en fjärilsart som beskrevs av Embrik Strand 1914. Hypopyra guenei ingår i släktet Hypopyra och familjen nattflyn. Inga underarter finns listade i Catalogue of Life.